# César-díjak 1990
A 15. César-gálát 1990. március 4-én rendezték meg a párizsi Champs-Elysées Színházban, Kirk Douglas amerikai színész, rendező és filmproducer elnökletével.
Az 1989-ben készült filmek közül a francia Filmművészeti és Filmtechnikai Akadémia tagjai Bertrand Blier Túl szép hozzád  című filmdrámáját ítélték a legjobbnak: a film 11 jelölésből 5 Césart vitt el (legjobb film, legjobb rendező, legjobb eredeti vagy adaptált forgatókönyv, legjobb színésznő és legjobb vágás). A többi kategória között szétszóródott a mezőny, mindössze három alkotás nyert kettő-kettő díjat, a többi egyet-egyet. A legjobb külföldi film díját Stephen Frears vehette át Veszedelmes viszonyok című alkotásáért.
Tiszteletbeli Césart kapott Philippe Dormoy színész, valamint posztumusz címen Gérard Philipe, akinek díját lánya, Anne-Marie Philipe színész, gyermekkönyv-író vehette át.

## Díjazottak
| Díjak                                      | Díjazottak és jelöltek |
| ------------------------------------------ | --- |

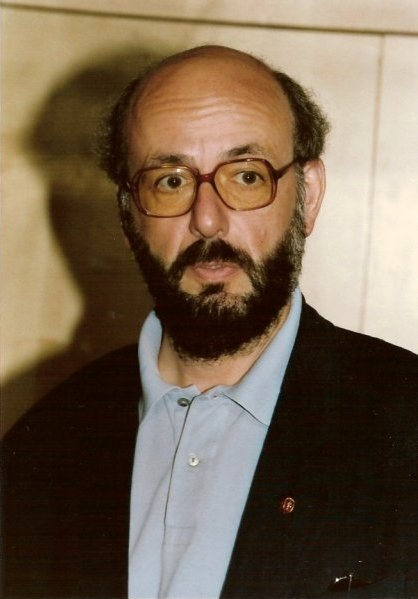
Bertrand Blier a legjobb film rendezője, akinek Césarral ismerték el rendezői és forgatókönyvírói munkáját is

| legjobb film                               | - Túl szép hozzád (Trop belle pour toi), rendezte: Bertrand Blier - Monsieur Hire jegyessége (Monsieur Hire), rendezte: Patrice Leconte - Indiai nocturne (Nocturne indien), rendezte: Alain Corneau - Kegyetlen világ (Un monde sans pitié), rendezte: Éric Rochant - Az élet és semmi más (La vie et rien d'autre), rendezte: Bertrand Tavernier                                              |
| legjobb rendező                            | - Bertrand Blier – Túl szép hozzád (Trop belle pour toi) - Bertrand Tavernier – Az élet és semmi más (La vie et rien d'autre) - Patrice Leconte – Monsieur Hire jegyessége (Monsieur Hire) - Alain Corneau – Indiai nocturne (Nocturne indien) - Miloš Forman – Valmont |
| legjobb színésznő                          | - Carole Bouquet – Túl szép hozzád (Trop belle pour toi) - Sabine Azéma – Az élet és semmi más (La vie et rien d'autre) - Josiane Balasko – Túl szép hozzád (Trop belle pour toi) - Emmanuelle Béart – Les enfants du désordre - Sandrine Bonnaire – Monsieur Hire jegyessége (Monsieur Hire)                                                                                                   |
| legjobb színész                            | - Philippe Noiret – Az élet és semmi más (La vie et rien d'autre) - Jean-Hugues Anglade – Indiai nocturne (Nocturne indien) - Michel Blanc – Monsieur Hire jegyessége (Monsieur Hire) - Gérard Depardieu – Túl szép hozzád (Trop belle pour toi) - Hippolyte Girardot – Kegyetlen világ (Un monde sans pitié) - Lambert Wilson – Hiver 54, l'abbé Pierre                                        |
| legjobb mellékszereplő színésznő           | - Suzanne Flon – A kígyólány (La vouivre) - Sabine Haudepin – Force majeure - Micheline Presle – Hazafelé (I Want to Go Home) - Ludmila Mikaël – Noce blanche - Clémentine Célarié – Indiai nocturne (Nocturne indien) |
| legjobb mellékszereplő színész             | - Robert Hirsch – Hiver 54, l'abbé Pierre - Jacques Bonnaffé – Baptême - François Cluzet – Force majeure - François Perrot – Az élet és semmi más (La vie et rien d'autre) - Roland Blanche – Túl szép hozzád (Trop belle pour toi) |
| legígéretesebb fiatal színésznő            | - Vanessa Paradis – Noce blanche - Dominique Blanc – Je suis le seigneur du château - Isabelle Gélinas – Kövesse azt a gépet! (Suivez cet avion) - Mireille Perrier – Kegyetlen világ (Un monde sans pitié) - Valérie Stroh – Baptême |
| legígéretesebb fiatal színész              | - Yvan Attal – Könyörtelen világ (Un monde sans pitié) - Jean-Yves Berteloot – Baptême - Thierry Fortineau – Comédie d'été - Melvil Poupaud – A tizenöt éves lány (La fille de 15 ans) - Philippe Volter – Sötét erő (Les bois noirs) |
| legjobb operatőr                           | - Yves Angelo – Indiai nocturne (Nocturne indien) - Bruno de Keyzer – Az élet és semmi más (La vie et rien d'autre) - Philippe Rousselot – Túl szép hozzád (Trop belle pour toi) |
| legjobb vágás                              | - Claudine Merlin – Túl szép hozzád (Trop belle pour toi) - Joëlle Hache – Monsieur Hire jegyessége (Monsieur Hire) - Armand Psenny – Az élet és semmi más (La vie et rien d'autre) |
| legjobb eredeti vagy adaptált forgatókönyv | - Bertrand Blier – Túl szép hozzád (Trop belle pour toi) - Jean Cosmos és Bertrand Tavernier – Az élet és semmi más (La vie et rien d'autre) - Pierre Jolivet és Olivier Schatzky – Force majeure - Éric Rochant – Kegyetlen világ (Un monde sans pitié) |
| legjobb filmzene                           | - Oswald D'Andrea – Az élet és semmi más (La vie et rien d'autre) - Michael Nyman – Monsieur Hire jegyessége (Monsieur Hire) - Gérard Torikian – Kegyetlen világ (Un monde sans pitié) |
| legjobb hang                               | - Pierre Lenoir és Dominique Hennequin – Monsieur Hire jegyessége (Monsieur Hire) - Pierre Gamet, Claude Villand – A luxusbunker (Bunker Palace Hôtel) - Michel Desrois, William Flageollet, Gérard Lamps – Az élet és semmi más (La vie et rien d'autre) |
| legjobb díszlet                            | - Pierre Guffroy – Valmont - Michèle Abbé-Vannier – A luxusbunker (Bunker Palace Hôtel) - Théobald Meurisse – Túl szép hozzád (Trop belle pour toi) |
| legjobb jelmez                             | - Théodor Pistek – Valmont - Catherine Leterrier – A francia forradalom (La révolution française) - Jacqueline Moreau – Az élet és semmi más (La vie et rien d'autre) |
| legjobb elsőmű                             | - Kegyetlen világ (Un monde sans pitié), rendezte: Éric Rochant - Kövesse azt a gépet! (Suivez cet avion), rendezte: Patrice Ambard - La salle de bain, rendezte: John Lvoff - La soule, rendezte: Michel Sibra - Peaux de vaches, rendezte: Patricia Mazuy - Tolérance, rendezte: Pierre-Henry Salfati                                                                                         |
| legjobb animációs rövidfilm                | - Le porte plume, rendezte: Marie-Christine Perrodin - Sculpture, sculptures, rendezte: Jean-Loup Felicioli |
| legjobb fikciós rövidfilm                  | - Lune froide, rendezte: Patrick Bouchitey - Ce qui me meut, rendezte: Cédric Klapisch - Vol nuptial, rendezte: Dominique Crevecœur |
| legjobb dokumentum rövidfilm               | - Chanson pour un marin, rendezte: Bernard Aubouy - Le faucon de Notre-Dame, rendezte: Claude-Christine Farny |
| legjobb plakát                             | - Jouineau – Cinema Paradiso (Nuovo cinema Paradiso) - Anahi Leclerc, Jean-Marie Leroy – Monsieur Hire jegyessége (Monsieur Hire) - Dominique Bouchard – Noce blanche - Sylvain Mathieu – Túl szép hozzád (Trop belle pour toi) - Laurent Lufroy, Laurent Pétin – Valmont |
| legjobb külföldi film                      | - Veszedelmes viszonyok (Dangerous Liaisons), rendezte: Stephen Frears ( USA, UK) - Cinema Paradiso (Nuovo Cinema Paradiso), rendezte: Giuseppe Tornatore ( ITA, FRA) - Esőember (Rain Man), rendezte: Barry Levinson ( USA) - Szex, hazugság, videó (Sex, Lies, and Videotape), rendezte: Steven Soderbergh ( USA) - Cigányok ideje (Dom za vesanje), rendezte: Emir Kusturica ( UK, ITA, YUG) |
| tiszteletbeli César                        | - Gérard Philipe (posztumusz) - Philippe Dormoy |

## Többszörös jelölések és elismerések
| Jelölés | Díj | Magyar cím               | Eredeti cím             |
| ------- | --- | ------------------------ | ----------------------- |
| 11      | 5   | Túl szép hozzád          | Trop belle pour toi     |
| 11      | 2   | Az élet és semmi más     | La vie et rien d'autre  |
| 8       | 1   | Monsieur Hire jegyessége | Monsieur Hire           |
| 7       | 2   | Kegyetlen világ          | Un monde sans pitié     |
| 5       | 1   | Indiai nocturne          | Nocturne indien         |
| 4       | 2   | Valmont                  | Valmont                 |
| 3       | 1   | –––                      | Noce blanche            |
| 3       | 0   | –––                      | Baptême                 |
| 3       | 0   | –––                      | Force majeure           |
| 2       | 1   | –––                      | Hiver 54, l'abbé Pierre |
| 2       | 0   | A luxusbunker            | Bunker Palace Hôtel     |
| 2       | 0   | Kövesse azt a gépet!     | Suivez cet avion        |